# Unió Esportiva Olot
La Unió Esportiva Olot, S.A.E. és el club de futbol més representatiu de la ciutat d'Olot (Garrotxa, Catalunya). Fundat amb el nom d'Olot FC el 1921, el Club és conegut bàsicament pel seu primer equip masculí, que competeix a Segona Federació, la quarta categoria del futbol estatal, i el seu primer equip femení, que juga a Primera divisió femenina, la sexta categoria del futbol estatal. A més, compta amb quatre equips de futbol social, quatre equips de futbol inclusiu, desenes d'equips de futbol base, i una secció d'atletisme lligada al Club.
Les màximes competicions que han comptat amb presència olotina són l'extinta Segona divisió B i la Segona Federació, amb set i dues participacions respectivament. A més, l'Olot ha jugat unes 30 temporades a Tercera divisió/Tercera Federació i dotzenes de temporades més a categories regionals.
L'Olot s'implica més enllà de qüestions estrictament esportives, apostant pels valors del futbol popular, la llengua i cultura catalana, la diversitat i inclusió i diferents organitzacions benèfiques de la Garrotxa. A més, l'Olot només contracta a jugadors pels seus primers equips si han nascut o crescut als Països Catalans o han sigut format al futbol base d'un club de futbol del mateix territori, apostant sobre tot per persones formades a les comarques gironines.

## Història

### Evolució de nom
- Olot Foot-ball Club (1921-1939)
- Olot Deportivo (1939-1980)
- Unió Esportiva Olot (1980-2015)
- Unió Esportiva Olot, S.A.E. (2015-present)[13]

### Inicis del futbol a Olot
Fou cap a l'any 1902 quan es va començar a practicar el futbol a Olot de la mà de Joaquim Peris de Vargas, un futbolista i posterior president del Futbol Club Barcelona. L'estiu de 1912, ell i Joan Gamper, el fundador del club barceloní, impulsen la pràctica del futbol, resultant en la creació de l'Olot Deportivo, amb equipació blanca, el 18 d'agost de 1912, sent-ne el primer president en Josep Joaquim Sacrest i Güytó. Altres membres de la primera directiva eren influents industrials barcelonins de pensament catalanista i lligats als Jocs Florals que també estiuejaven a Olot. Durant les Festes del Tura del mateix any, es va presentar l'equip a la ciutat amb un partit amistós contra el FC Barcelona.
El novembre del 1912 també es va crear l'Sport Club Olotí, promogut pel farmacèutic Antoni de Bolòs i Vayreda i fundat al Centre Catòlic. Era anomenat l'equip dels carlins i mantenia una rivalitat notable amb l'Olot Deportivo.
Gràcies a nombroses vagues generals a Catalunya i l'inici de la Primera Guerra mundial, els dos clubs de futbol havien desaparegut cap al 1916. En el seu lloc havien aparegut els clubs Sporting Club i Renaixement Sportiu, clubs que tampoc sobreviurien gaire anys. L'any 1919 es construí un nou camp al Casal Marià, i ambdós clubs es van fusionar per formar l'Agrupació Sport d'Olot.

### Olot FC
La UE Olot es constitueix ja avançat l'any 1921 i s'efectua el registre a la Federació Catalana de Futbol el 14 de maig de 1922, just abans de la dictadura de Primo de Rivera, amb el nom d'Olot Foot-ball Club. El primer camp que té el club és el Camp de l'Estació. Els primers anys, es juga a les categories provincials i, en general, els resultats no són del tot bons. El club inicia una bona relació amb el RCD Espanyol de Barcelona, que s'allargarà fins als anys seixanta.

### UE Olot
La Guerra Civil espanyola paralitza els campionats de futbol, i l'any 1939, després de la guerra, l'equip passa a anomenar-se Unión Deportiva Olot, en un intent d'incorporar seccions esportives a l'entitat, a part del futbol. El nou règim franquista obliga a l'entitat a canviar els colors de l'entitat (dels blaugrana al blanc) pels seus vincles amb el Futbol Club Barcelona i incorporar la bandera espanyola al fons de l'escut.
Durant aquesta època l'Olot comença a obtenir resultats i alguns ascensos importants. La temporada 1946-47 se celebra el 25è aniversari del club. La temporada 1956-57, per reestructuració de categories, l'equip pot jugar, per primera vegada, a Tercera Divisió espanyola, i s'abandona el color blanc pel vermell a la samarreta i el blau al pantaló. Es fa una molt bona temporada i s'arriba a jugar la promoció d'ascens a Segona Divisió, contra el Club Esportiu Europa, però no s'aconsegueix pujar de categoria. La temporada 1958-59 es torna a jugar la promoció però, de nou, no s'aconsegueix l'ascens.
Durant els anys noranta el Club, ja catalanitzat amb el nom actual d'Unió Esportiva Olot, comença la seva decadència i passa de jugar a Tercera Divisió la temporada 1993-94, a tocar fons la temporada 2004-05, quan baixa a Primera Regional. La temporada 2008-09 s'obté l'ascens de Primera Regional a Preferent Territorial, consolidant un equip que té l'objectiu de recuperar les categories perdudes i potenciar el futbol base de l'entitat. La temporada 2009-10 s'inicià, a les instal·lacions de l'entitat, l'escola de tecnificació del Futbol Club Barcelona destinada a les comarques de la Garrotxa i el Ripollès. Aquesta temporada, l'equip quedà en segona posició de Preferent Territorial, i supera la promoció d'ascens a Primera Catalana després de superar a la Unió Atlètica d'Horta per 2-0 a l'anada a Olot i empatar a 0 a Horta. La temporada següent, a Primera divisió catalana, l'equip aconsegueix l'ascens a la Tercera Divisió. La temporada del retorn a Tercera, l'equip va obtenir un 10è lloc, i la següent temporada aconseguia ser campió del grup 5. En la fase d'ascens, aconseguia després de tres rondes l'anhelat ascens a Segona divisió B per primera vegada en la història del Club, superant a l'Arandina castellà a la ronda final amb derrota 3-2 a l'anada i remuntada de 5-1 a la tornada. El 25 d'abril de 2015 es va constituir com a Societat Anònima Esportiva.
La temporada 2015-16 es perd la categoria i es retorna un cop més a la Tercera divisió. Durant la temporada següent al descens i després d'una temporada per emmarcar, l'equip aconsegueix l'ascens en la primera eliminatòria de play-off davant de l'Sporting de Gijón B (0-1, 1-1).
El juliol de 2022, com a culminació dels actes del centenari de l'entitat, la UE Olot va disputar un partit contra el Futbol Club Barcelona, en el que seria el primer partit, amistós, de pretemporada 2022-23. L'amistós acabà en empat 1-1.

## Símbols

### Uniforme
L'uniforme de l'Olot ha canviat significativament al llarg dels anys. Va començar jugant amb una equipació similar a la del FC Barcelona, perquè els seus fundadors tenien lligams amb el club de la capital, però van haver de deixar de lluir els colors blau i grana des de l'any 1939 perquè la dictadura franquista volia esborrar totes les referències al FC Barcelona i al catalanisme. Per això, va adoptar una indumentària senzilla, formada pels colors blanc i negre. El 1956, va poder tornar a jugar de blau i grana, però sense incloure barres d'aquests colors a la samarreta, sinó jugar amb una samarreta vermella, pantalons blaus i mitjons vermells o blaus. A grans trets, l'equipació de l'Olot no ha canviat d'ençà aquell any.
| 1922-1935 | 1935-1939 | 1939-1952 | 1952-1956 | 1956-1966 | 1966-1975 | 1975-1992 | actual |  |

- Uniforme titular: Samarreta vermella, pantalons blaus i mitges vermelles.

- Segon uniforme: Samarreta negra, pantalons negres i mitges negres.

### Escut
L'escut de l'Olot no ha romàs el mateix al llarg de la seva trajectòria, adoptant tres dissenys bàsics diferents. El primer escut va ser creat durant la fundació del Club l'any 1921 i va ser inspirat a l'escut del FC Barcelona, no només per la seva forma, sinó també pels elements a l'interior de l'escut. Va ser format per una senyera, element de la bandera d'Olot i símbol de Catalunya i la catalanitat, a la part alta esquerrana; una ala, símbol de la ciutat d'Olot i present al seu escut, a la part alta dretana; el nom del Club en aquell moment, Olot F.C., a la part central; una pilota, indicant el caràcter esportiu del Club, a la part baixa esquerrana; i barres blaves i granes, els colors del Club, a la part baixa dretana.
Després de l'arribada de la dictadura franquista, l'Olot va haver de canviar el seu escut i reempleçar-ho per un disseny sense referències a l'escut del FC Barcelona. Així, el disseny general va canviar considerablement. L'ala olotina va obtenir una posició més prominent dins l'escut, en detriment de la senyera. Les barres blaves i granes van desaparèixer, com també la pilota, mentre que el nom del Club -ja canviat a U.D. Olot- es va presentar amb una forma diferent. A més, l'escut va ser envoltat de la bandera d'Espanya. Malgrat alguns canvis de disseny menors i la descastellanització d'alguns elements de l'escut, aquest escut va ser utilitzat fins al segle XXI.
El 2009, l'Olot va anunciar un canvi d'escut, dissenyat pel dissenyador olotí Jordi Vayreda i el seu equip. L'escut va combinar elements dels dos escuts anteriors amb elements nous. Per primer cop, l'Olot va adoptar un escut rodó, que a la part central consistia en una pilota, una senyera i l'ala d'Olot, envoltades d'un cercle vermell amb el nom complet del Club i el seu any de fundació.

### Himne
El 2009, l'Olot va presentar el seu himne oficial, obra del grup de pop-rock garrotxí Teràpia de Shock. La lletra, plena de referències a Olot i la Garrotxa, és la següent:
| De les ribes del Fluvià De la vall i dels vessants N’ha sortit una pedrera amb la força del volcans. Nostre club és lluitador i sortim als tots els camps faci fred, faci calor amb la força dels Gegants. I amb el club que ens manté units lluitarem tot el partit, cridarem molt i molt fort: U, u, Olot! | Aquí mai perdem l’alè animant els jugadors que si juguen com ells saben els farem tots els honors. Tant si es guanya com si es perd quan s’acabi el partit que ningú acoti el cap que a Olot tots inflem el pit. I amb el club que ens manté units lluitarem tot el partit, cridarem molt i molt fort: U, u, Olot! | La ciutat està orgullosa d’un club de tanta volada per això tots portem l’escut amb una ala tatuada. I amb el club que ens manté units lluitarem tot el partit, cridarem molt i molt fort: U, u, Olot! I amb el club que ens manté units lluitarem tot el partit, cridarem molt i molt fort: U, u, Olot! |

### Mascota
El 2024 es va presentar la mascota oficial de l'Olot, inspirada en un volcà en erupció en referència al Parc Natural de la Zona Volcànica de la Garrotxa. La mascota hi és present a molts partits a l'Estadi Municipal d'Olot.

## Instal·lacions

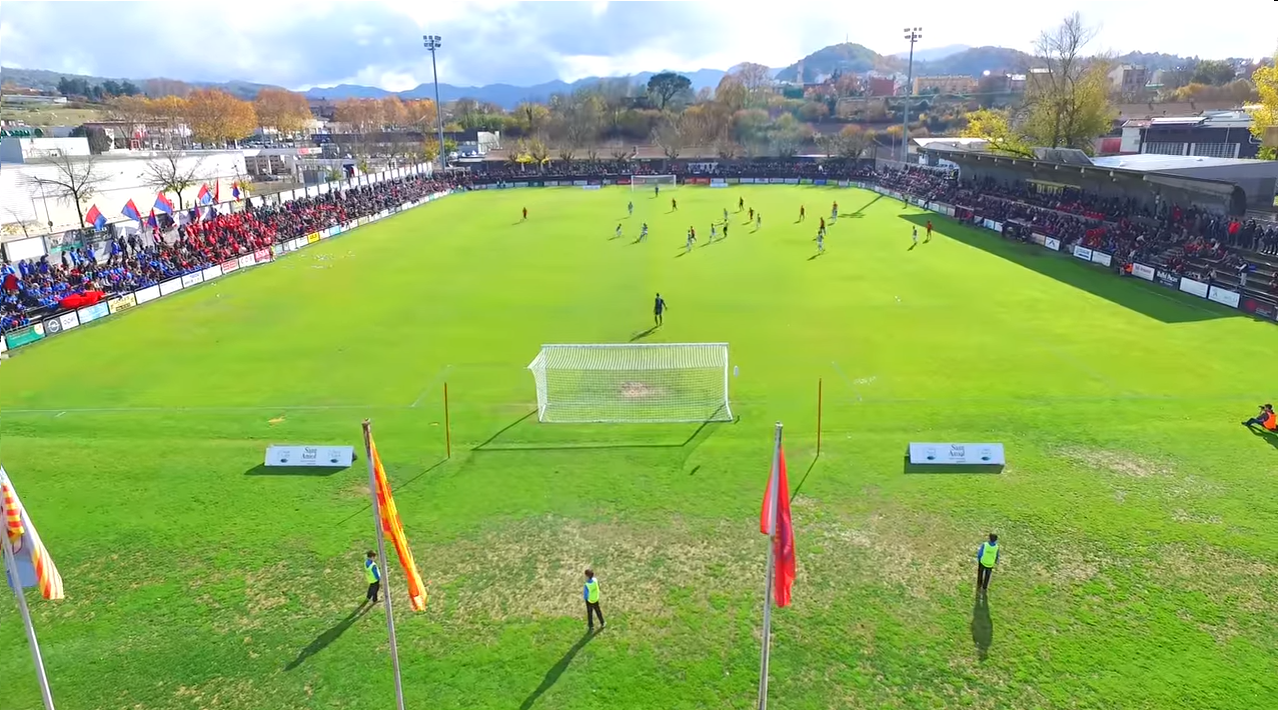
L'Estadi Municipal d'Olot

### Estadi Municipal d'Olot
L'Olot disputa els seus partits a l'Estadi Municipal d'Olot, inaugurat l'any 1954 després d'haver jugat tota la seva història al Camp de l'Estació. L'estadi municipal té una capacitat per 4.000 persones, disposa de gespa natural i té unes dimensions de 104,5 x 68m.

### Camps Municipals del Morrot
Els Camps Municipals del Morrot es troben a pocs metres de l'Estadi Municipal d'Olot i són els camps de joc i d'entrenament de tots els equips del Club a part del primer equip masculí.

## Dades del club

### Temporades
- Temporades a Segona divisió B (7): 2013-14 a 2015-16 i 2018-19 a 2020-21
- Temporades a Segona Federació (2): 2022-23 i 2024-25
- Temporades a Tercera Divisió (28): 1956-57 a 1961-62, 1964-65 a 1969-70, 1978-79 a 1984-85, 1987-88 a 1991-92, 1993-94, 2011-12 a 2012-13 i 2016-17
- Temporades a Tercera Federació (2): 2021-22 i 2023-24
- Temporades a Primera Divisió catalana (8): 1992-93, 1994-95 a 1999-2000 i 2010-11
- Temporades a Primera catalana (11): 1970-71, 1973-74 a 1975-76, 1977-78, 1985-86 a 1986-87, 2000-01, 2003-04 a 2004-05 i 2009-10
- Temporades a Primera Regional A (17): 1945-46 a 1950-51, 1962-63 a 1963-64, 1971-72 a 1972-73, 1976-77, 2001-02 a 2002-03 i 2005-06 a 2008-09
- Temporades a Primera Regional B (9): 1940-41, 1942-43 a 1944-45 i 1951-52 a 1955-56
- Temporades a Segona Categoria (2): 1939-40 i 1941-42

### Classificacions a la Lliga espanyola
L'Olot ha militat un total de 39 temporades a categories estatals: set a Segona divisió B, dues a Segona Federació, 28 a Tercera Divisió i dues a Tercera Federació, a més d'un total de 47 temporades a categories regionals sota diverses denominacions.
| - 1939-40: 2a Categoria (1r) - 1940-41: Preferent (4t) - 1941-42: 2a Categoria (1r) - 1942-43: 1a Regional B (8è) - 1943-44: 1a Regional B (4t) - 1944-45: 1a Regional B (2n) - 1945-46: 1a Regional A (3r) - 1946-47: 1a Regional A (6è) - 1947-48: 1a Regional A (13è) - 1948-49: 1a Regional A (20è) - 1949-50: 1a Regional A (16è) - 1950-51: 1a Regional A (16è) - 1951-52: 1a Regional B (16è) - 1952-53: 2a Regional (4t) - 1953-54: 2a Regional (5è) - 1954-55: 2a Regional (6è) - 1955-56: 2a Regional (1r) - 1956-57: 3a Divisió (1r) - 1957-58: 3a Divisió (7è) - 1958-59: 3a Divisió (3r) - 1959-60: 3a Divisió (7è) - 1960-61: 3a Divisió (11è) - 1961-62: 3a Divisió (15è) | - 1962-63: 1a Regional (1r) - 1963-64: 1a Regional (1r) - 1964-65: 3a Divisió (18è) - 1965-66: 3a Divisió (3r) - 1966-67: 3a Divisió (1r) - 1967-68: 3a Divisió (7è) - 1968-69: 3a Divisió (8è) - 1969-70: 3a Divisió (20è) - 1970-71: Reg. Preferent (17è) - 1971-72: 1a Regional (3r) - 1972-73: 1a Regional (1r) - 1973-74: Reg. Preferent (8è) - 1974-75: Reg. Preferent (12è) - 1975-76: Reg. Preferent (14è) - 1976-77: 1a Regional (2n) - 1977-78: Reg. Preferent (1r) - 1978-79: 3a Divisió (7è) - 1979-80: 3a Divisió (14è) - 1980-81: 3a Divisió (11è) - 1981-82: 3a Divisió (8è) - 1982-83: 3a Divisió (1r) - 1983-84: 3a Divisió (12è) - 1984-85: 3a Divisió (20è) | - 1985-86: Reg. Preferent (11è) - 1986-87: Reg. Preferent (4t) - 1987-88: 3a Divisió (3r) - 1988-89: 3a Divisió (5è) - 1989-90: 3a Divisió (13è) - 1990-91: 3a Divisió (15è) - 1991-92: 3a Divisió (19è) - 1992-93: 1a Catalana (2n) - 1993-94: 3a Divisió (19è) - 1994-95: 1a Catalana (13è) - 1995-96: 1a Catalana (16è) - 1996-97: 1a Catalana (14è) - 1997-98: 1a Catalana (6è) - 1998-99: 1a Catalana (19è) - 1999-00: Pref. Territorial (15è) - 2000-01: 1a Territorial (8è) - 2001-02: 1a Territorial (2n) - 2002-03: Pref. Territorial (13è) - 2003-04: Pref. Territorial (9è) - 2004-05: Pref. Territorial (16è) - 2005-06: 1a Territorial (6è) - 2006-07: 1a Territorial (3r) - 2007-08: 1a Territorial (3r) | - 2008-09: 1a Territorial (1r) - 2009-10: Pref. Territorial (2n) - 2010-11: 1a Catalana (1r) - 2011-12: 3a Divisió (8è) - 2012-13: 3a Divisió (1r) - 2013-14: 2a Divisió B (14è) - 2014-15: 2a Divisió B (13è) - 2015-16: 2a Divisió B (18è) - 2016-17: 3a Divisió (1r) - 2017-18: 2a Divisió B (15è) - 2018-19: 2a Divisió B (10è) - 2019-20: 2a Divisió B (7è) - 2020-21: 2a Divisió B (17è) - 2021-22: 3a Federació (2n) - 2022-23: 2a Federació (15è) - 2023-24: 3a Federació (1r) - 2024-25: 2a Federació |

- - Campionat de Lliga
- - Ascens
- - Descens

## Palmarès

### Tornejos estatals
- Tercera Divisió (5): 1956-57, 1966-67, 1982-83, 2012-13 i 2016-17
- Tercera Federació (1): 2023-24

### Tornejos regionals
- Primera Regional (3): 1962-63, 1963-64 i 2008-09
- Primera Divisió Catalana (1): 2010-11
- Primera Catalana de futbol (1): 1977-78

## Presidents
Al llarg de la seva història, l'Olot ha tingut 37 presidents.
| - Antonia Mota (1922-23) - Eugeni Vayreda i Aulet (1923) - Eveli Barnadas i Vila (1923-25) - Ramon de Roca i Bassols (1925-26) - Joan Plantalech (1926-27) - Hermenegild Danés (1927-30) - Joan Vilanova (1930-31) - Jaume Parés (1931-32) - Emili Guell i Monturiol (1932-34) - Joan Parache (1934-36) - Joan Plantalech (1936-39) - Josep Maria Descals i Hostench (1939-41) - Joan Arnau i Sargatal (1941-43) - Frederic Trullàs i Vila (1943-44) - Francesc Mas i Pau (1944-46) - Domènec Güell i Elias (1946-47) | - Francesc Mas i Pau (1947-48) - Ramon Pons i Vila (1948-49) - Salvador Berga i Rovira (1949-52) - Jaume Peracaula (1952-54) - Joan Campos (1954-55) - Germà Canalda i Adell (1955-57) - Josep Maria Llach i Puig (1957-58) - Josep Maria Descals i Hostench (1958-59) - Joan Puigbert i Fontfreda (1959-60) - Ramon Pons i Vila (1960-63) - Joan Prunés i Borràs (1963-70) - Joan Agustí i Reixach (1970-71) - Germà Canalda i Adell (1971-72) - Joan Salvador i Castellà (1972-76) - Pere Blanch i Roura (1976-85) - Joan Roca i Mora (1985) | - Jordi Pallàs i Arqué (1985-86) - Joan Badosa i Puijula (1986-93) - Joan Bassols i Avellana (1993) - Jordi Bassagañas i Palomeras (1993-96) - Jaume Olivas i Álvarez (1996-97) - Jordi Borrell (1997-99) - Eduard Arbós (1999-2001) - Ramon Fontseca (2001-05) - Lluís Masias (2005-07) - Joan Agustí i Alfara (2007-) |

## Directiva
L'any 2024, la directiva de l'Olot està formada per les següents persones:
- President: Joan B. Agustí Alfara
- Vicepresident primer: Dionís Cros Martínez
- Vicepresident segon: Albert Pallàs Dorca
- Vicepresident tercer: Enric Vila Planagumà
- Vicepresidenta quarta: Núria Fité Grabalosa
- Vicepresidenta cinquena: Magalí Ruiz Trubat
- Secretària: Silvia Martí Bosch
- Tresorer: Eudald Morera Salis
- Vocal: Joan Salvador Arespa
- Vocal: Josep Maria Ros Serrat
- Vocal: Yolanda Vilalta
- Vocal: Manel Fernández Carmona
- Vocal: Abel Solé Planas
- Vocal: Pere Reixach Riera
- Vocal: Jordi Masó

## Primer equip

### Plantilla 2024-25
Plantilla i cos tècnic del primer equip masculí.
| N. | Pos. | Nac. | Jugador         |
| -- | ---- | --- | --------------- |
| 1  | POR  | [[Fitxer:Flag of Catalonia.svg\|23x15px\|border \|alt=Catalunya\|link=Selecció de futbol de Catalunya\|{{#if:\|]] | Pol Ballesté    |
| 3  | DEF  | [[Fitxer:Flag of Catalonia.svg\|23x15px\|border \|alt=Catalunya\|link=Selecció de futbol de Catalunya\|{{#if:\|]] | Joan Maynau     |
| 4  | DEF  | [[Fitxer:Flag of Catalonia.svg\|23x15px\|border \|alt=Catalunya\|link=Selecció de futbol de Catalunya\|{{#if:\|]] | Roger Barnils   |
| 5  | MIG  | [[Fitxer:Flag of Catalonia.svg\|23x15px\|border \|alt=Catalunya\|link=Selecció de futbol de Catalunya\|{{#if:\|]] | Pau Juvanteny   |
| 6  | DEF  | [[Fitxer:Flag of Catalonia.svg\|23x15px\|border \|alt=Catalunya\|link=Selecció de futbol de Catalunya\|{{#if:\|]] | Oriol Ayala     |
| 7  | DAV  | [[Fitxer:Flag of Catalonia.svg\|23x15px\|border \|alt=Catalunya\|link=Selecció de futbol de Catalunya\|{{#if:\|]] | Pau Salvans     |
| 8  | MIG  | [[Fitxer:Flag of Catalonia.svg\|23x15px\|border \|alt=Catalunya\|link=Selecció de futbol de Catalunya\|{{#if:\|]] | David López     |
| 9  | DAV  | [[Fitxer:Flag of Catalonia.svg\|23x15px\|border \|alt=Catalunya\|link=Selecció de futbol de Catalunya\|{{#if:\|]] | Marc Mas        |
| 10 | MIG  | [[Fitxer:Flag of Catalonia.svg\|23x15px\|border \|alt=Catalunya\|link=Selecció de futbol de Catalunya\|{{#if:\|]] | Guillem Terma   |
| 11 | MIG  | [[Fitxer:Flag of Catalonia.svg\|23x15px\|border \|alt=Catalunya\|link=Selecció de futbol de Catalunya\|{{#if:\|]] | Pedro del Campo |
| 12 | DEF  | [[Fitxer:Flag of Catalonia.svg\|23x15px\|border \|alt=Catalunya\|link=Selecció de futbol de Catalunya\|{{#if:\|]] | Gerard de Marco |

| N. | Pos. | Nac. | Jugador          |
| -- | ---- | --- | ---------------- |
| 13 | POR  | [[Fitxer:Flag of Catalonia.svg\|23x15px\|border \|alt=Catalunya\|link=Selecció de futbol de Catalunya\|{{#if:\|]]                                   | Jan Danés        |
| 14 | DAV  | [[Fitxer:Flag of Catalonia.svg\|23x15px\|border \|alt=Catalunya\|link=Selecció de futbol de Catalunya\|{{#if:\|]]                                   | Arnau Forés      |
| 15 | DEF  | [[Fitxer:Flag of Mali.svg\|23x15px\|border \|alt=Mali\|link=Selecció de futbol de Mali\|{{#if:\|]]                                                  | Yaya Sidibé      |
| 16 | MIG  | [[Fitxer:Flag of Catalonia.svg\|23x15px\|border \|alt=Catalunya\|link=Selecció de futbol de Catalunya\|{{#if:\|]]                                   | Uri González     |
| 17 | DAV  | [[Fitxer:Flag of Catalonia.svg\|23x15px\|border \|alt=Catalunya\|link=Selecció de futbol de Catalunya\|{{#if:\|]]                                   | Joaquín Peñalver |
| 18 | DAV  | [[Fitxer:Flag of the Community of Madrid.svg\|23x15px\|border \|alt=Comunitat de Madrid\|link=Selecció de futbol de Comunitat de Madrid\|{{#if:\|]] | Chema Moreno     |
| 19 | DAV  | [[Fitxer:Flag of Catalonia.svg\|23x15px\|border \|alt=Catalunya\|link=Selecció de futbol de Catalunya\|{{#if:\|]]                                   | Óscar Gonpi      |
| 20 | MIG  | [[Fitxer:Flag of Catalonia.svg\|23x15px\|border \|alt=Catalunya\|link=Selecció de futbol de Catalunya\|{{#if:\|]]                                   | Albert Torras    |
| 21 | MIG  | [[Fitxer:Flag of Catalonia.svg\|23x15px\|border \|alt=Catalunya\|link=Selecció de futbol de Catalunya\|{{#if:\|]]                                   | Jordi Manzano    |
| 22 | DEF  | [[Fitxer:Flag of Catalonia.svg\|23x15px\|border \|alt=Catalunya\|link=Selecció de futbol de Catalunya\|{{#if:\|]]                                   | Robert Costa     |

#### Cos tècnic
- Entrenador: Pedro Dólera
- Segon entrenador: Roger Vidal

- Preparador físic: Marc Nierga

- Entrenador de porters: Francesc Cabrera "Patet"
- Delegat: Carles Curós
- Cap fisioteràpia: Ramon Vilà
- Fisioterapeuta: Biel Llagostera
- Cap de premsa: Uri Boix
- Encarregat de material: Myron Ilchinsin

## Femení

### Història
La secció femenina de l'Olot va ser fundada l'any 2017 i va iniciar amb una estructura que consistia en quatre equips diferents, un equip sènior i tres equips de futbol base de diferents edats. La secció va desenvolupar amb els anys i la temporada 2024-25 ja compta amb sis equips diferents.

### Primer equip

#### Classificacions a la Lliga espanyola
| - 2017-18: 2a Catalana (1r) - 2018-19: 1a Catalana (6è) | - 2019-20: 1a Catalana (5è) - 2020-21: 1a Catalana (?) | - 2021-22: 1a Catalana (?) - 2022-23: 2a Catalana (1r) | - 2023-24: 1a Catalana (?) - 2024-25: 1a Catalana |

- - Campionat de Lliga

- - Ascens
- - Descens

#### Plantilla 2024-25
Plantilla i cos tècnic del primer equip femení.
| N. | Pos. | Nac. | Jugador        |
| -- | ---- | --- | -------------- |
| 1  | POR  | [[Fitxer:Flag of Catalonia.svg\|23x15px\|border \|alt=Catalunya\|link=Selecció de futbol de Catalunya\|{{#if:\|]] | Marta Tarrés   |
| 2  | MIG  | [[Fitxer:Flag of Catalonia.svg\|23x15px\|border \|alt=Catalunya\|link=Selecció de futbol de Catalunya\|{{#if:\|]] | Anna Morchón   |
| 4  | DEF  | [[Fitxer:Flag of Catalonia.svg\|23x15px\|border \|alt=Catalunya\|link=Selecció de futbol de Catalunya\|{{#if:\|]] | Aina Falgarona |
| 6  | DEF  | [[Fitxer:Flag of Catalonia.svg\|23x15px\|border \|alt=Catalunya\|link=Selecció de futbol de Catalunya\|{{#if:\|]] | Aina Solà      |
| 7  | DEF  | [[Fitxer:Flag of Catalonia.svg\|23x15px\|border \|alt=Catalunya\|link=Selecció de futbol de Catalunya\|{{#if:\|]] | Ainoa Montoya  |
| 8  | DEF  | [[Fitxer:Flag of Catalonia.svg\|23x15px\|border \|alt=Catalunya\|link=Selecció de futbol de Catalunya\|{{#if:\|]] | Corina Durante |
| 9  | DAV  | [[Fitxer:Flag of Catalonia.svg\|23x15px\|border \|alt=Catalunya\|link=Selecció de futbol de Catalunya\|{{#if:\|]] | Laia Carreras  |
| 10 | MIG  | [[Fitxer:Flag of Catalonia.svg\|23x15px\|border \|alt=Catalunya\|link=Selecció de futbol de Catalunya\|{{#if:\|]] | Nicol Ribas    |
| 11 | DAV  | [[Fitxer:Flag of Catalonia.svg\|23x15px\|border \|alt=Catalunya\|link=Selecció de futbol de Catalunya\|{{#if:\|]] | Núria Soler    |

| N. | Pos. | Nac. | Jugador               |
| -- | ---- | --- | --------------------- |
| 13 | POR  | [[Fitxer:Flag of Catalonia.svg\|23x15px\|border \|alt=Catalunya\|link=Selecció de futbol de Catalunya\|{{#if:\|]] | Txell Morchón         |
| 14 | MIG  | [[Fitxer:Flag of Catalonia.svg\|23x15px\|border \|alt=Catalunya\|link=Selecció de futbol de Catalunya\|{{#if:\|]] | Aisetou Bajaha        |
| 15 | DAV  | [[Fitxer:Flag of Catalonia.svg\|23x15px\|border \|alt=Catalunya\|link=Selecció de futbol de Catalunya\|{{#if:\|]] | Asesetu Trawally      |
| 18 | DEF  | [[Fitxer:Flag of Catalonia.svg\|23x15px\|border \|alt=Catalunya\|link=Selecció de futbol de Catalunya\|{{#if:\|]] | Elena Viñas           |
| 20 | DAV  | [[Fitxer:Flag of Catalonia.svg\|23x15px\|border \|alt=Catalunya\|link=Selecció de futbol de Catalunya\|{{#if:\|]] | Juna Grau             |
| 21 | DEF  | [[Fitxer:Flag of Catalonia.svg\|23x15px\|border \|alt=Catalunya\|link=Selecció de futbol de Catalunya\|{{#if:\|]] | Ènia López            |
| 22 | MIG  | [[Fitxer:Flag of Catalonia.svg\|23x15px\|border \|alt=Catalunya\|link=Selecció de futbol de Catalunya\|{{#if:\|]] | Núria Merchán         |
| 23 | DAV  | [[Fitxer:Flag of Catalonia.svg\|23x15px\|border \|alt=Catalunya\|link=Selecció de futbol de Catalunya\|{{#if:\|]] | Ari Cat               |
| -  | DEF  | [[Fitxer:Flag of Catalonia.svg\|23x15px\|border \|alt=Catalunya\|link=Selecció de futbol de Catalunya\|{{#if:\|]] | Cristina de la Fuente |

##### Cos tècnic
- Entrenador: Eduardo Garcia
- Segon entrenador: Nelson Raviña

## Futbol base
L'Olot disposa d'una àmplia estructura de futbol base, amb tres equips de futbol onze femení, sis equips de futbol onze masculí, dos equips de futbol set femení i 10 equips de futbol set masculí. Els equips de futbol base disputen els seus partits i entrenaments als Camps Municipals del Morrot.

## Dimensió social i política
L'any 2005, una nova directiva va iniciar un projecte social sostenible per a desenvolupar el Club a més dimensions que no només l'esportiva. Així, els valors que defineixen la línia política de l'Olot són competitivitat, compromís, esperit d'equip, humilitat i respecte i integració de persones. Aquest últim valor social el pretén realitzar a través d'integració lingüística, l'ús d'un model de joc elaborat pròpiament, l'ensenyament dels valors propis del Club i l'oferta de beques i patrocinis pels diferents jugadors al futbol base sense distinció d'origen, cultura o nivell econòmic. Pels mateixos motius, el Club ha creat diversos equips per nens d'entorns amb risc d'exclusió i per nens amb diferents discapacitats. A més, el Club ha participat en iniciatives contra la homofòbia, contra el assetjament escolar i a favor de la inclusió i diversitat.
Una altra part del projecte social sostenible de l'Olot és la implicació amb diferents associacions benèfiques de la Garrotxa, com Càritas Garrotxina, Integra, Banc de teixits i sang, Tea Garrotxa i Òmnium Cultural. Alguns d'aquestes organitzacions llueixen a les equipacions oficials del Club, porten la botiga oficial del Club, reben ajudes econòmiques i socials del Club, organitzen partits solidaris amb el Club o són el punt d'atenció del soci del Club.
L'Olot també s'implica amb els desenvolupaments esportius, commercials i institucionals al futbol català. El Club defensa preus d'entrada populars, millora de relació entre els clubs de futbol amb menys potencial i el seu entorn social, millor transparència per part d'altres clubs i federacions de futbol i millor equilibri econòmic entre els diferents clubs de futbol de la mateixa categoria.

### Catalanisme
L'Olot publica la seva pàgina web i totes les seves publicacions a les xarxes socials només en català i col·labora amb Òmnium Cultural, una de les principals organitzacions civils que treballa per la promoció de la llengua i cultura catalana. Aquesta implicació lingüística no només es basa en les conviccions de la junta directiva, sinó també en els orígens del Club, vist que els seus fundadors tenien relacions estretes amb els directius del FC Barcelona i tenien conviccions catalanistes. A més, una condició per poder jugar a un dels primers equips de l'Olot és la d'haver nascut o crescut als Països Catalans o haver de ser format al futbol base d'un club de futbol dels Països Catalans, aplicant un criteri de proximitat, és a dir, una aposta més forta per jugadors formats a les comarques gironines. Així, l'Olot pretén mantenir els recursos al territori dels seus orígens i fer créixer la ciutat d'Olot, les ciutats al seu voltant i la resta de Catalunya.